# Diocesi di Parenzo e Pola

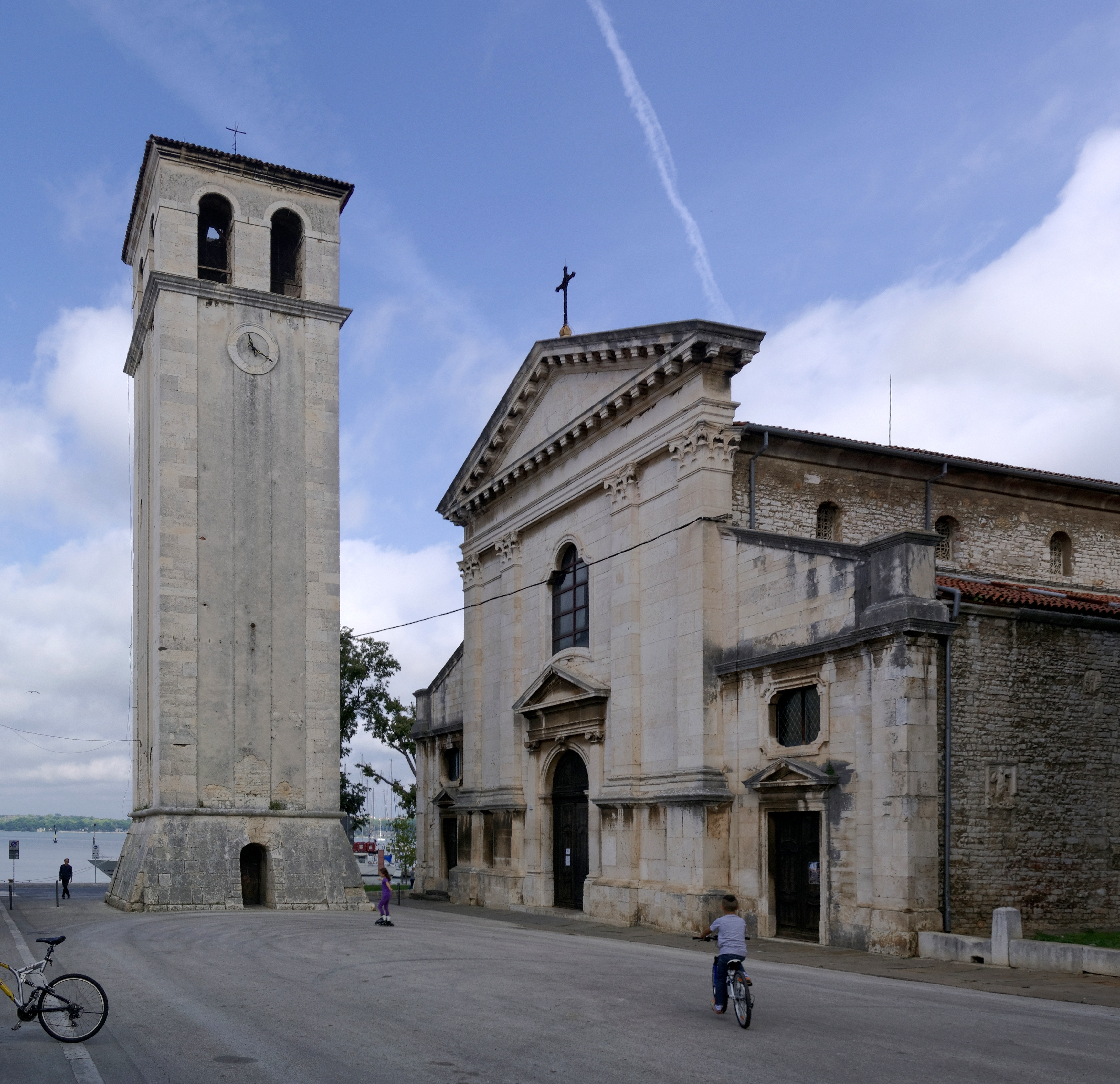
La concattedrale dell'Assunzione della Beata Vergine Maria a Pola.

La diocesi di Parenzo e Pola (in latino Dioecesis Parentina et Polensis) è una sede della Chiesa cattolica in Croazia suffraganea dell'arcidiocesi di Fiume. Nel 2023 contava 162.544 battezzati su 204.828 abitanti. È retta dal vescovo Ivan Štironja.

## Territorio
La diocesi comprende tutta la regione istriana, che corrisponde a gran parte dell'Istria croata.
Sede vescovile è la città di Parenzo, dove si trova la cattedrale dell'Assunzione della Beata Vergine Maria, più nota come Basilica Eufrasiana, dal nome del vescovo Eufrasio (530-560) che ne ordinò la costruzione. A Pola si trova la concattedrale dell'Assunzione della Beata Vergine Maria.
Il territorio si estende su 2.839 km² ed è suddiviso in 136 parrocchie, raggruppate in 9 decanati: Buie, Pinguente, Parenzo, Pisino, Pedena, Rovigno, Albona, Dignano e Pola.

## Storia

### Diocesi di Parenzo
La diocesi di Parenzo fu eretta attorno III secolo e fu a lungo suffraganea del patriarcato di Aquileia.
I vescovi di Parenzo assunsero il potere temporale dal 933, anno in cui iniziarono ad intitolarsi conti di Orsera. Nel corso del X secolo alcune donazioni estesero i possedimenti vescovili a circa venti feudi. Questa autorità durò per poco: nel 1081 l'imperatore Enrico IV infeudò dell'intero vescovado il patriarca di Aquileia.
Il 10 maggio 1434 la diocesi fu unita a quella di Cittanova con la bolla Cunctis orbis di papa Eugenio IV. Tuttavia, la diocesi di Cittanova rimase soggetta al suo vescovo fino alla morte di lui e l'unione fu abolita nel 1448.
Nel 1784 la diocesi acquisiva le nove parrocchie del territorio di Pinguente, già comprese nella diocesi di Trieste.
Con la soppressione del patriarcato di Aquileia (1751), Parenzo divenne suffraganea dell'arcidiocesi di Udine. Il 1º maggio 1818 passò al patriarcato di Venezia.

### Diocesi di Pola
La diocesi di Pola, istituita nel VI secolo, fu originariamente suffraganea dell'arcidiocesi di Ravenna. Dall'inizio del VII secolo dipese dal patriarcato di Grado, quindi entrò, come Parenzo, a far parte della provincia ecclesiastica del patriarcato di Aquileia (1028).
Anche i vescovi di Pola ebbero il titolo di conti: nel 1028 la diocesi di Pola ricevette in feudo dall'imperatore Corrado II il Salico tutta la parte meridionale dell'Istria, compresa Fiume. Altre donazioni si ebbero nei secoli successivi.
Il 16 ottobre 1787 Pola cedette alla diocesi di Segna l'arcidiaconato di Fiume. Nel 1794 perse Chersano e Castua a favore di Trieste.
Con la soppressione del patriarcato di Aquileia, Pola seguì le stesse sorti di Parenzo, divenendo prima suffraganea dell'arcidiocesi di Udine, poi del patriarcato di Venezia.

### Diocesi di Parenzo e Pola
Il 30 luglio 1828 con la bolla Locum beati Petri di papa Leone XII le due circoscrizioni sono state unite e la nuova diocesi ha assunto il nome attuale. Contestualmente la sede di Parenzo cedette 11 parrocchie alla diocesi di Trieste.
Il 27 luglio 1830 per effetto della bolla Insuper eminenti Apostolicae dignitatis di papa Pio VIII divenne suffraganea dell'arcidiocesi di Gorizia.
Il 27 giugno 1969 la diocesi è entrata a far parte della provincia ecclesiastica di Fiume.
Il 17 ottobre 1977, in forza della bolla Prioribus saeculi di papa Paolo VI, la diocesi incorporò i territori delle diocesi di Trieste e di Capodistria che, dalla fine della seconda guerra mondiale, si trovavano in territorio jugoslavo nella Repubblica Socialista di Croazia, e che al termine del conflitto erano stati dati in amministrazione ai vescovi di Parenzo e Pola.

## Cronotassi dei vescovi
Si omettono i periodi di sede vacante non superiori ai 2 anni o non storicamente accertati.

### Vescovi di Parenzo
- San Mauro † (III secolo)
- Eufrasio † (circa 530 - circa 560)
- Elia †[2]
- Giovanni I † (prima del 571/577[3] - dopo il 590)
- Raschivo (o Catelino o Ratelino) †[4]
- Angelo (o Agnello) † (menzionato nel 610)
- Aureliano † (menzionato nel 680)[5]
- Staurazio † (menzionato nell'804)
- Lorenzo †
- Giuliano †
- Domenico †
- Antonio I †
- Pasino (o Passivo) †
- Flendemano †
- Eripeto (o Eriperto) †
- Andrea I †[6]
- Adamo † (prima di marzo 956 - dopo giugno 983)
- Andrea II † (prima di ottobre 991 - dopo marzo 1010)
- Sigimbaldo † (prima di novembre 1015 - dopo agosto 1017)
- Engelmaro † (prima di agosto 1028 - dopo settembre 1040)
- Arno (o Arpo) † (menzionato nel 1045)
- Orso † (menzionato nel 1050 ?)
- Adelmaro † (menzionato nel 1060)
- Cadolo † (menzionato nel 1075 ?)
- Pagano I † (menzionato nel 1082 ?)
- Bertoldo † (menzionato nel 1114)
- Ferongo † (menzionato nel 1120 ?)
- Rodemondo † (menzionato nel 1131 ?)
- Vincenzo † (menzionato nel 1146 ?)[7]
- Uberto † (prima di dicembre 1158 - circa 1174)
- Pietro I † (1174 - dopo ottobre 1194)
- Giovanni II † (? - circa 1200)
- Fulcherio † (prima di ottobre 1200 - dopo maggio 1216)[8]
- Adalberto † (1219 - dopo il 1240)
- Pagano II † (1243 - dopo il 1247)
- Giovanni III † (dicembre 1249 - dopo luglio 1252)
- Ottone † (prima di aprile 1256 - dopo luglio 1280)
- Bonifacio † (prima del 14 dicembre 1282 - dopo il 16 agosto 1305 deceduto)
- Giuliano Natale, O.S.B. † (prima dell'8 giugno 1306 - prima di agosto 1309)
- Graziadio, O.Carm. † (prima di novembre 1310 - dopo 9 maggio 1327[9] deceduto)
- Giovanni Gottoli de Sordello, O.P. † (20 giugno 1328 - 1367[10] deceduto)
- Gilberto Zorzi, O.P. † (2 luglio 1367 - 4 marzo 1388 nominato vescovo di Eraclea)
- Giovanni Lombardo, O.Carm. † (giugno 1388 - 21 marzo 1415 deceduto)
- Fantino Valaresso † (28 aprile 1415 - 5 dicembre 1425 nominato arcivescovo di Creta)
- Daniele Scoti † (7 gennaio 1426 - 7 gennaio 1433 nominato vescovo di Concordia)
- Angelo Cavazza † (7 gennaio 1433 - 11 aprile 1440 nominato vescovo di Traù)
- Giovanni VI † (11 aprile 1440 - 6 gennaio 1457 deceduto)
- Placido Pavanello, O.S.B.Vall. † (24 gennaio 1457 - 5 novembre 1464 nominato vescovo di Torcello)
- Francesco Morosini † (14 novembre 1464 - 3 ottobre 1471 deceduto)
- Bartolomeo Barbarigo † (11 ottobre 1471 - dopo il 3 giugno 1475 deceduto)
- Silvestro Quirini † (31 gennaio 1476 - circa ottobre 1476 deceduto)
- Niccolò Franco † (23 ottobre 1476 - 21 febbraio 1485 nominato vescovo di Treviso)
- Tommaso Catanei (o Colleoni), O.P. † (4 marzo 1485 - 12 dicembre 1485 nominato vescovo di Cervia)
- Giovanni Antonio Pavaro † (14 marzo 1487 - 20 febbraio 1500 deceduto)
- Alvise Tasso † (24 febbraio 1500 - 16 gennaio 1516 nominato vescovo di Recanati)
- Girolamo Campeggi † (17 marzo 1516 - 1533 dimesso)
  - Lorenzo Campeggi † (6 giugno 1533 - 28 maggio 1537 dimesso) † (amministratore apostolico)
- Giovanni Campeggi † (28 maggio 1537 - 6 maggio 1553 nominato vescovo di Bologna)
- Pietro Gritti † (17 maggio 1553 - 9 febbraio 1573 deceduto)
- Cesare Nores † (9 febbraio 1573 - 12 dicembre 1597 deceduto)
- Giovanni Lippomano † (8 luglio 1598 - dopo il 9 giugno 1608 dimesso)
- Leonardo Tritonio † (9 febbraio 1609 - 15 giugno 1631 deceduto)
- Ruggero Tritonio † (1º febbraio 1632 - 25 luglio 1644 deceduto)
- Giovan Battista Del Giudice † (1644 - 24 gennaio 1666 deceduto)
- Niccolò Petronio Caldana † (16 marzo 1667 - ottobre 1670 deceduto)
- Alessandro Adelasio, C.R.L. † (1º luglio 1671 - agosto 1711 deceduto)
- Antonio Vaira † (2 marzo 1712 - 12 luglio 1717 nominato vescovo di Adria)
- Pietro Grassi † (14 marzo 1718 - 16 marzo 1731 deceduto)
- Vincenzo Maria Mazzoleni, O.P. † (21 maggio 1731 - 16 dicembre 1741 deceduto)
- Gaspare Negri † (22 gennaio 1742 - gennaio 1778 deceduto)
- Francesco Polesini † (1º giugno 1778 - 9 gennaio 1819 deceduto)
  - Sede vacante (1819-1827)

### Vescovi di Pola
- Antonio † (prima metà del VI secolo)[11]
- Isacio †[12]
- Adriano † (prima del 571/577 - dopo il 589 circa)[13]
- Pietro I † (596 - 613)
- Cipriano † (613 - 649)
- Potenzio (Potentino) † (649 - 680)
- Ciriaco † (680 - 688)
- Pietro II † (688 - 698)
- Pietro III † (723 - 725)
- Teodoro † (804)
- Emiliano † (804 - 806)
- Fortunato † (806 - 810 dimesso[14])
- Giovanni I † (813 - 857)
- Andegisio † (857 - 862)
- Gerboldo I † (862 - 870)
- Guarnerio I † (870 - 898)
- Bertoldo † (898 - 907)
- Giovanni II † (907 - 933)
- Gaspaldo † (961 - 966)
- Gerboldo II † (967 - 997)
- Bertaldo † (997 - 1015)
- Giovanni III † (1031 - 1060)
- Megingoldo † (1060 - 1075)
- Adamante † (1075 - 1106)
- Eberardo † (1106 - 1118)
- Ellenardo † (1118 - 1130)
- Pietro IV † (1130 - 1149)
- Anfredo † (1149 - 1150)
- Guarnerio II † (1152 - 1154)
- Rodolfo I † (1154 - 1166)
- Filippo † (1166 - 1180)
- Pietro V † (1180 - 1194)
- Prodan † (1194 - 1196)
- Giovanni IV † (1196 - 1199)
- Ubaldo † (1199 - 1204)
- Federico † (1204 - 1210)
- Pulcherio † (1210 - 1218)
- Giovanni V † (1218 - 1220)
- Roberto † (1220)
- Enrico † (1220 - 1237)
- Guglielmo † (1238 - 1266)
- Giulio I † (1266 - 1282)
- Giovanni VI † (1282)
- Matteo I Castropolis † (1285 - 1302)
- Oddone della Sala, O.P. † (7 febbraio 1302 - 19 marzo 1308 nominato arcivescovo di Oristano)
- Ugo, O.P. † (19 marzo 1308 - 1325)
- Antonio II, O.F.M. † (1325 - 19 ottobre 1328 deceduto)
- Guido I, O.S.B.Cam. † (5 dicembre 1328 - 5 aprile 1331 nominato vescovo di Concordia)
- Sergio † (15 aprile 1331 - 1342 deceduto)
- Bonagrazia dall'Aquila, O.F.M. † (31 maggio 1342 - 1348 deceduto)
- Leonardo de Cagnoli † (5 novembre 1348 - 18 gennaio 1353 nominato vescovo di Chioggia)
- Benedetto † (18 gennaio 1353 - 1360 deceduto)
- Niccolò de Finolis Foscarini † (17 aprile 1360 - 1382)
- Guido Memo † (1383 - 29 novembre 1409 nominato vescovo di Verona)
- Bartolomeo † (29 novembre 1409 - 1410)
- Biagio Molin † (19 febbraio 1410 - 4 marzo 1420 nominato arcivescovo di Zara)
- Tommaso Tommasini, O.P. † (4 marzo 1420 - 24 settembre 1423 nominato vescovo di Urbino)
- Francesco Franceschi † (24 settembre 1423 - 1426 deceduto)
- Domenico de Luschi † (10 aprile 1426 - 1451 deceduto)
- Mosè Buffarelli † (7 maggio 1451 - 5 gennaio 1465 nominato vescovo di Belluno)
- Giovanni Dremano † (9 gennaio 1465 - 1475 deceduto)
- Michele Orsini † (8 marzo 1475 - 1493 deceduto)
  - Sede vacante (1493-1497)
- Altobello Averoldi † (13 novembre 1497 - 1º novembre 1531 deceduto)
- Giovanni Battista Vergerio † (15 gennaio 1532 - 1548 deceduto)
- Antonio Elio † (17 agosto 1548 - 1566 dimesso[15])
- Matteo Barbabianca † (28 aprile 1567 - 1582 deceduto)
- Klaudios Sozomenos † (7 febbraio 1583 - 1605 dimesso)
- Kornelios Sozomenos † (31 agosto 1605 - settembre 1617 deceduto)
- Uberto Testa † (26 marzo 1618 - agosto 1623 deceduto)
- Innocenzo Serpa, C.R.L. † (12 febbraio 1624 - 1624 deceduto) (vescovo eletto)
- Rodolfo Rodolfi Sforza † (3 marzo 1625 - 1626 deceduto)
- Giulio Saraceno † (1º marzo 1627 - agosto 1640 deceduto)
- Marino Badoer † (1º luglio 1641 - 1648 deceduto)
- Alvise Marcello, C.R.S. † (15 dicembre 1653 - 16 luglio 1661 deceduto)
- Gaspare Cattaneo † (31 luglio 1662 - novembre 1662 deceduto)
- Ambrosio Fracassini, O.P. † (12 marzo 1663 - 22 settembre 1663 deceduto)
- Bernardino Corniani † (11 febbraio 1664 - 28 gennaio 1689 deceduto)
- Eleonoro Pagello † (7 novembre 1689 - maggio 1695 deceduto)
- Giuseppe Maria Bottari, O.F.M.Conv. † (4 luglio 1695 - settembre 1729 deceduto)
- Lelio Valentino Contessini-Ettorio † (28 novembre 1729 - marzo 1732 deceduto)
- Giovanni Andrea Balbi † (21 luglio 1732 - 23 ottobre 1771 deceduto)
- Francesco Polesini † (22 giugno 1772 - 1º giugno 1778 nominato vescovo di Parenzo)
- Giovanni Domenico Juras † (20 luglio 1778 - 19 settembre 1802 deceduto)
  - Sede vacante (1802-1827)

### Vescovi di Parenzo e Pola
- Antonio Peteani † (9 aprile 1827 - 27 giugno 1857 deceduto)
- Juraj Dobrila † (21 dicembre 1857 - 5 luglio 1875 nominato vescovo di Trieste e Capodistria)
  - Sede vacante (1875-1878)
- Giovanni Nepomuceno Glavina † (13 settembre 1878 - 3 luglio 1882 nominato vescovo di Trieste e Capodistria)
- Luigi Mattia Zorn † (25 settembre 1882 - 9 agosto 1883 nominato arcivescovo di Gorizia e Gradisca)
- Giovanni Battista Flapp † (13 novembre 1884 - 27 dicembre 1912 deceduto)
- Trifone Pederzolli † (19 giugno 1913 - 22 aprile 1941 deceduto)
- Raffaele Mario Radossi, O.F.M.Conv. † (27 novembre 1941 - 7 luglio 1948 nominato arcivescovo di Spoleto)
  - Sede vacante (1948-1960)
- Dragutin Nežić † (15 giugno 1960 - 27 gennaio 1984 ritirato)
- Antun Bogetić † (27 gennaio 1984 - 18 novembre 1997 ritirato)
- Ivan Milovan (18 novembre 1997 - 14 giugno 2012 dimesso)
- Dražen Kutleša (14 giugno 2012 succeduto - 11 luglio 2020 nominato arcivescovo coadiutore di Spalato-Macarsca)[16]
  - Sede vacante (2020-2023)
- Ivan Štironja, dal 31 gennaio 2023

## Statistiche
La diocesi nel 2023 su una popolazione di 204.828 persone contava 162.544 battezzati, corrispondenti al 79,4% del totale.
| anno | popolazione | popolazione | popolazione | presbiteri | presbiteri | presbiteri | presbiteri                | diaconi | religiosi | religiosi | parrocchie |
| anno | battezzati  | totale      | %           | numero     | secolari   | regolari   | battezzati per presbitero | diaconi | uomini    | donne     | parrocchie |
| ---- | ----------- | ----------- | ----------- | ---------- | ---------- | ---------- | ------------------------- | ------- | --------- | --------- | ---------- |
| 1950 | 140.000     | 140.000     | 100,0       | 99         | 78         | 21         | 1.414                     |         | 28        | 162       | 53         |
| 1970 | 100.718     | 133.570     | 75,4        | 55         | 46         | 9          | 1.831                     |         | 10        | 70        | 63         |
| 1980 | 146.245     | 172.925     | 84,6        | 105        | 92         | 13         | 1.392                     |         | 15        | 42        | 130        |
| 1990 | 139.628     | 192.935     | 72,4        | 101        | 88         | 13         | 1.382                     |         | 14        | 34        | 137        |
| 1999 | 170.530     | 210.613     | 81,0        | 101        | 88         | 13         | 1.688                     |         | 52        | 37        | 134        |
| 2000 | 173.705     | 213.288     | 81,4        | 100        | 87         | 13         | 1.737                     |         | 52        | 35        | 134        |
| 2001 | 179.329     | 219.100     | 81,8        | 104        | 91         | 13         | 1.724                     |         | 52        | 36        | 134        |
| 2002 | 178.518     | 216.834     | 82,3        | 99         | 87         | 12         | 1.803                     |         | 48        | 35        | 134        |
| 2003 | 161.132     | 206.344     | 78,1        | 108        | 91         | 17         | 1.491                     |         | 52        | 36        | 134        |
| 2004 | 168.699     | 208.717     | 80,8        | 108        | 91         | 17         | 1.562                     |         | 49        | 34        | 134        |
| 2013 | 164.480     | 210.114     | 78,3        | 107        | 91         | 16         | 1.537                     | 1       | 51        | 33        | 135        |
| 2016 | 176.212     | 217.663     | 81,0        | 105        | 90         | 15         | 1.678                     | 1       | 48        | 24        | 134        |
| 2019 | 181.400     | 222.150     | 81,7        | 106        | 91         | 15         | 1.711                     | 1       | 49        | 24        | 136        |
| 2021 | 180.357     | 221.567     | 81,4        | 101        | 85         | 16         | 1.785                     | 1       | 50        | 19        | 136        |
| 2023 | 162.544     | 204.828     | 79,4        | 96         | 85         | 11         | 1.693                     | 1       | 44        | 17        | 136        |

### Per la cronotassi di Parenzo
- (LA) Pius Bonifacius Gams, Series episcoporum Ecclesiae Catholicae, Graz, 1957,  pp. 799–800.
- (LA)  Konrad Eubel, Hierarchia Catholica Medii Aevi, vol. 1, p. 390; vol. 2, pp. XXXIV, 212; vol. 3, p. 270; vol. 4, p. 274; vol. 5, p. 307; vol. 6, p. 328,
- Francesco Babudri, I vescovi di Parenzo e la loro cronologia, in Atti e memorie della società istriana di archeologia e storia patria, XXV, 1909,  pp. 170–284.
- Francesco Lanzoni, Le diocesi d'Italia dalle origini al principio del secolo VII (an. 604), vol. II, Faenza, 1927,  pp. 850–854.

### Per la cronotassi di Pola
- (LA) Pius Bonifacius Gams, Series episcoporum Ecclesiae Catholicae, Graz, 1957,  pp. 802–803.
- (LA)  Konrad Eubel, Hierarchia Catholica Medii Aevi, vol. 1, p. 404; vol. 2, pp. XXXV, 217; vol. 3, p. 276; vol. 4, p. 283; vol. 5, p. 318; vol. 6, p. 342.
- Francesco Lanzoni, Le diocesi d'Italia dalle origini al principio del secolo VII (an. 604), vol. II, Faenza, 1927,  pp. 846–849.